# Rio Beu
O Rio Beu é um rio da Romênia afluente do Nera, localizado no distrito de Caraș-Severin, Transilvânia.